# Uzel
Uzel [yzɛl] est une commune française située dans le département des Côtes-d'Armor, en région Bretagne.

## Toponymie
Attestée sous les formes Usel en 1253, en 1271 et 1280, Ussello, Usselo en 1371, Usel en 1569. La forme actuelle Uzel apparaît dès 1669. À la demande de l'administration postale, Uzel devient Uzel-près-l'Oust en 1856 (« la hauteur proche de la rivière Oust »).
Uzel vient de l’ancien breton « uzel » (haut).
En gallo, Uzel se nomme Uzè, [yze] ou [yzɛ],.

## Géographie

### Localisation
Uzel est en centre Bretagne (Argoat), à 25 min par la route de Saint-Brieuc, 1 h 10 min de Rennes, 1 h 20 min de Vannes, 1 h 10 min de Lorient, 1 h 50 min de Brest et 2 h 30 min de Nantes. Uzel était desservie par les TER dont les horaires coïncident avec le TGV de Saint-Brieuc ou de Vannes.
|         | Allineuc    | Plœuc-L'Hermitage |
| Merléac | Uzel        |                   |
|         | Saint-Thélo | Saint-Hervé       |

### Paysage et relief
La commune a une superficie de seulement 679 hectares. Son territoire est délimité à l'ouest par l'Oust et au nord et au sud par des ruisseaux de la rive gauche de l'Oust. Le point le plus bas de la commune (116 mètres) est situé au sud-ouest, au confluent de l'Oust et du ruisseau de Malher, et le point le plus haut (238 mètres), au nord-est du bourg d'Uzel. Le bourg occupe le sommet d'une colline et est à une altitude comprise entre 200 et 225 mètres.
| - Carte topographique de la commune d'Uzel. |

### Hydrographie
Pour un article plus général, voir Réseau hydrographique des Côtes-d'Armor.
La commune est située dans le bassin Loire-Bretagne. Elle est drainée par l'Oust, le ruisseau de Malher et le ruisseau de Rozan,,.
L'Oust, d'une longueur de 145 km, prend sa source dans la commune de La Harmoye et se jette  dans la Vilaine à Rieux, après avoir traversé 46 communes. 

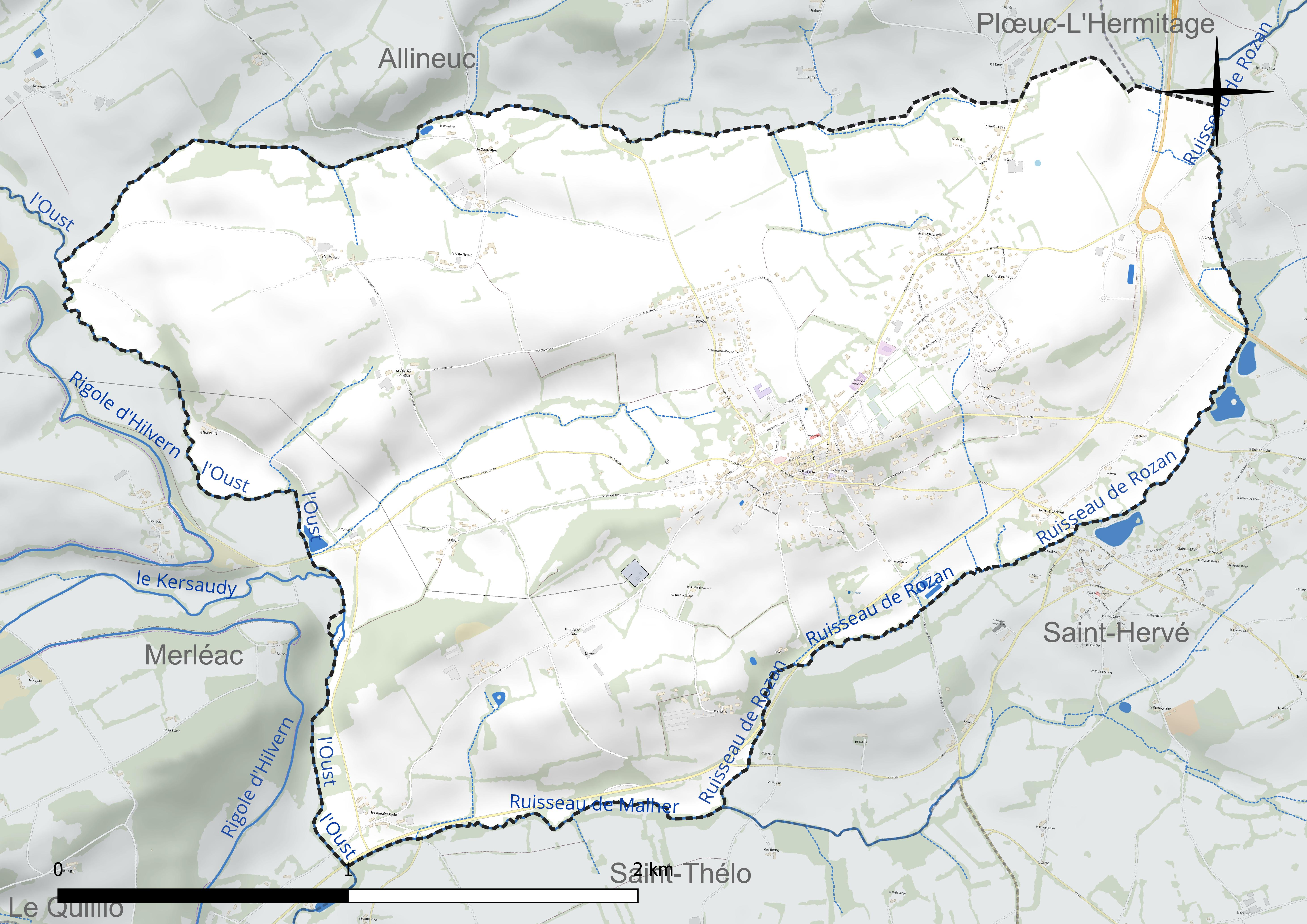
Réseau hydrographique d'Uzel.

### Climat
Pour des articles plus généraux, voir Climat de la Bretagne et Climat des Côtes-d'Armor.
En 2010, le climat de la commune est de type climat océanique franc, selon une étude du CNRS s'appuyant sur une série de données couvrant la période 1971-2000. En 2020, Météo-France publie une typologie des climats de la France métropolitaine dans laquelle la commune est exposée à un climat océanique et est dans la région climatique  Finistère nord, caractérisée par une pluviométrie élevée, des températures douces en hiver (6 °C), fraîches en été et des vents forts. Parallèlement l'observatoire de l'environnement en Bretagne publie en 2020 un zonage climatique de la région Bretagne, s'appuyant sur des données de Météo-France de 2009. La commune est, selon ce zonage, dans la zone « Intérieur », exposée à un climat médian, à dominante océanique.
Pour la période 1971-2000, la température annuelle moyenne est de 10,5 °C, avec  une amplitude thermique annuelle de 11,8 °C. Le cumul annuel moyen de précipitations est de 937 mm, avec 14,5 jours de précipitations en janvier et 7,3 jours en juillet. Pour la période 1991-2020, la température moyenne annuelle observée sur la station météorologique la plus proche, située sur la commune de Plœuc-L'Hermitage à 10 km à vol d'oiseau, est de 11,1 °C et le cumul annuel moyen de précipitations est de 954,7 mm,. Pour l'avenir, les paramètres climatiques de la commune estimés pour 2050 selon différents scénarios d’émission de gaz à effet de serre sont consultables sur un site dédié publié par Météo-France en novembre 2022.

## Urbanisme

### Typologie
Au 1er janvier 2024, Uzel est catégorisée commune rurale à habitat dispersé, selon la nouvelle grille communale de densité à 7 niveaux définie par l'Insee en 2022.
Elle est située hors unité urbaine. Par ailleurs la commune fait partie de l'aire d'attraction de Loudéac, dont elle est une commune de la couronne,. Cette aire, qui regroupe 22 communes, est catégorisée dans les aires de moins de 50 000 habitants,.

### Occupation des sols
L'occupation des sols de la commune, telle qu'elle ressort de la base de données européenne d’occupation biophysique des sols Corine Land Cover (CLC), est marquée par l'importance des territoires agricoles (85,6 % en 2018), en diminution par rapport à 1990 (88,7 %). La répartition détaillée en 2018 est la suivante : 
terres arables (60,1 %), prairies (21,8 %), zones urbanisées (11,9 %), zones agricoles hétérogènes (3,7 %), forêts (2,5 %). L'évolution de l’occupation des sols de la commune et de ses infrastructures peut être observée sur les différentes représentations cartographiques du territoire : la carte de Cassini (XVIIIe siècle), la carte d'état-major (1820-1866) et les cartes ou photos aériennes de l'IGN pour la période actuelle (1950 à aujourd'hui).

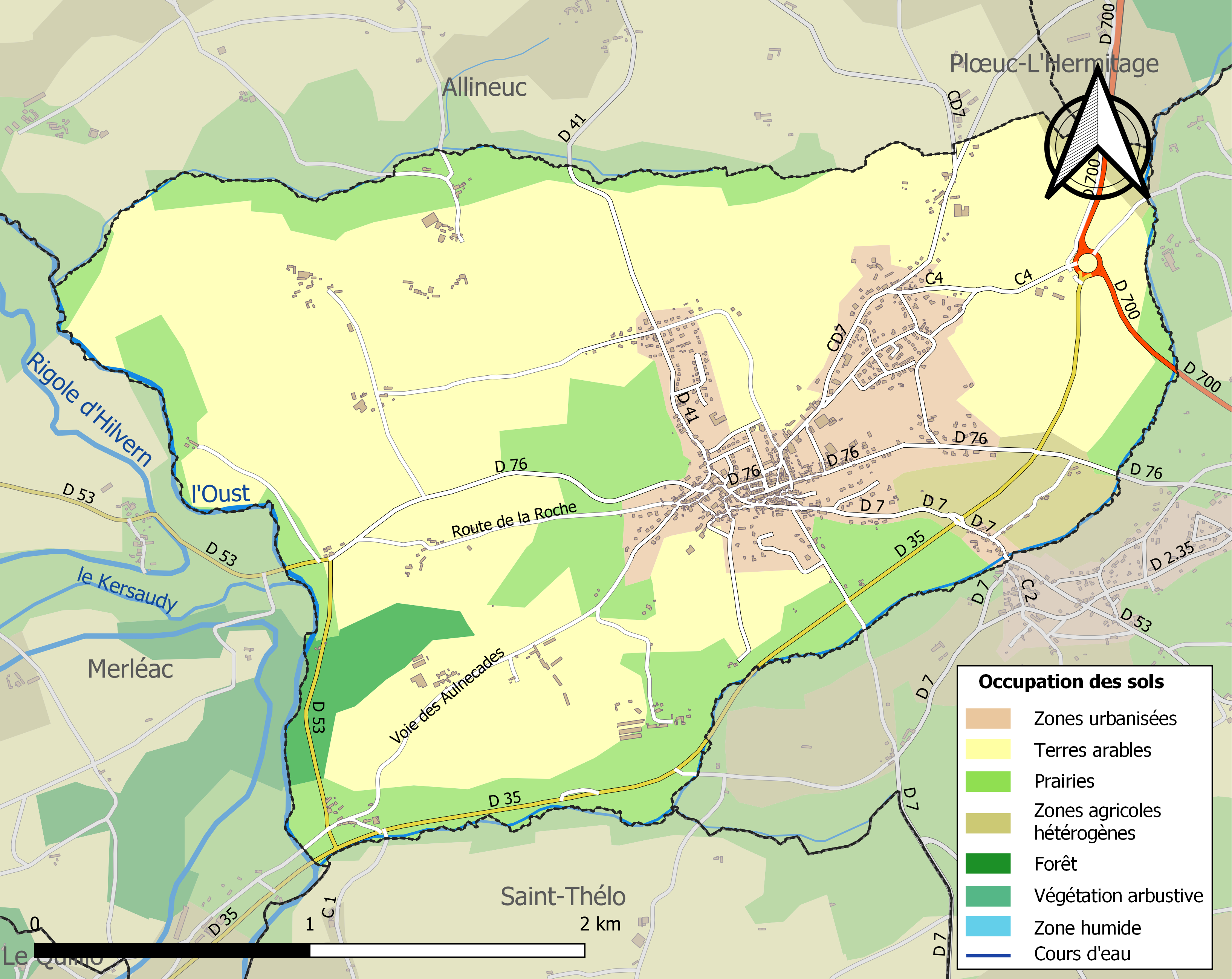
Carte des infrastructures et de l'occupation des sols de la commune en 2018 (CLC).

## Héraldique
| Armoiries de Uzel | Les armoiries de Uzel se blasonnent ainsi : « D'azur aux trois besants d'or » |

## Histoire

### Origines
- Après la vente des terres d'Uzel en 1253 et 1271, à la Révolution, la paroisse appartenait au diocèse de Saint-Brieuc. La seigneurie d'Uzel en 1298 appartenait à Guillaume Budes qui épousa Jeanne Du Guesclin. Il avait son siège au bourg où se trouvait le château, détruit le 17 mars 1839 par un incendie. Silvestre Budes, le fils, fut aussi seigneur d'Uzel. Il épousa Renée Gouyon de Matignon. Celui-ci est célèbre dans l'Histoire de Bretagne, tant par sa bravoure, ses aventures, que par sa mort tragique en 1379. La fille de Silvestre qui fut dame d'Uzel, épousa en 1360 Bertrand du Marchaix, puis Raoul de la Chateigray. La seigneurie passa entre les mains de la famille de Malestroit et y resta jusqu'en 1540. Ensuite, après avoir été longtemps possédée par les Coëtquen, la seigneurie d'Uzel passa par alliance dans la maison de Durfort de Duras, et fut vendu en 1759 pour 334 400 francs à un M. Boschat d'Allineuc.

### Époque moderne
L'essor au XVIe siècle des fabricants et marchands de toiles de lin dans la région de Pontivy, Moncontour, Uzel, Quintin permit la construction de nombreuses églises paroissiales dans la région, mais peu sont restées, la plupart ayant été reconstruites au XVIIIe siècle.
Aux XVIIe et XVIIIe siècles, une production textile de toiles dites « de Bretagne » se développa dans le quadrilatère Saint-Brieuc - Corlay - Pontivy - Moncontour ; ces toiles étaient exportées en Espagne et dans les colonies espagoles (elles étaient appelées bretanas, quintines ou pondivi) via Cadix principalement, où des marchands français, notamment Malouines (par exemple les familles Magon, de la Haye, Éon) étaient installés.
On estime que l'activité textile donnait du travail à près de 40 000 fileuses dans le quadrilatère précité, qui fournissait les fils de lin à environ 5 000 tisserands. Les toiles de lin, une fois tissées, étaient vendues sur les marchés de Quintin, Uzel et Loudéac à des marchands (par exemple le quintinais Rodolphe Baron du Taya ou encore Guillaume Le Deist de Botidoux à Uzel) qui se chargeaient de les faire blanchir par d'autres paysans, notamment au Quillio, avant d'être dirigées vers les ports exportateurs (Saint-Malo principalement, mais aussi Nantes, Morlaix, Landerneau, Lorient.

### LeXIXesiècle
- Fulgence Bienvenüe est né en 1852 dans la commune d'Uzel. Après des études à l'École polytechnique, il fut diplômé des Ponts et chaussées. C'est à lui que fut confiée la construction du chemin de fer métropolitain de Paris dont la première ligne qui relie Maillot à Vincennes fut inaugurée en 1900, année de l’exposition universelle à Paris. Il prit sa retraite en 1932 et décéda peu de temps après, en 1936.

### LeXXesiècle

#### Les guerres duXXesiècle
Le monument aux morts porte les noms des 65 soldats morts pour la Patrie :
- 57 sont morts durant la Première Guerre mondiale ;
- 7 sont morts durant la Seconde Guerre mondiale ;
- 1 est mort durant la guerre d'Indochine.

#### La Seconde Guerre mondiale
L'ancienne école des garçons d'Uzel fut l'un des centres de torture de la Bezen Perrot pendant la Seconde Guerre mondiale.

## Politique et administration

### Rattachements administratifs et électoraux
La commune était historiquement le chef-lieu du canton d'Uzel. Dans le cadre du redécoupage cantonal de 2014 en France, la commune fait désormais partie du canton de Mûr-de-Bretagne.

### Intercommunalité
La commune était également le siège de la communauté de communes du Pays d'Uzel-près-l'Oust, créée au 1er janvier 1995. Possédant moins de 5 000 habitants, cette intercommunalité disparaît le 1er janvier 2014 et la commune intègre à cette date la Communauté intercommunale pour le développement de la région et des agglomérations de Loudéac.

### Liste des maires
| Période                                  | Période     | Identité                    | Étiquette              | Qualité                                                                                              |
| ---------------------------------------- | ----------- | --------------------------- | ---------------------- | --- |
| Les données manquantes sont à compléter. |             |                             |                        | |
| 21 mai 1896                              | ?           | Pierre Le Helloco           |                        | |
| Les données manquantes sont à compléter. |             |                             |                        | |
| 1946 (?)                                 | mai 1953    | Yves Le Verre (1910-1975)   | Rad.soc. puis Soc.ind. | Notaire, président de la Chambre départementale des notaires Conseiller général d'Uzel (1945 → 1951) |
| mai 1953                                 | mars 1959   | Roger Langlois (1893-1980)  |                        | Officier en retraite                                                                                 |
| mars 1959                                | mars 1971   | Pierre Le Pottier           |                        | Médecin                                                                                              |
| mars 1971                                | mars 1989   | Jean-Paul Le Guyader        |                        | Pharmacien                                                                                           |
| mars 1989                                | mars 2001   | Jean Le Pottier (1929-2020) |                        | Cafetier                                                                                             |
| mars 2001                                | mars 2014   | Pierre Le Helloco           | PS                     | Chef d'entreprise Président de la CC du Pays d'Uzel-près-l'Oust (2001 → 2013)                        |
| mars 2014                                | 25 mai 2020 | Yves Le Plénier,            | DVG                    | Retraité                                                                                             |
| 25 mai 2020                              | En cours    | Gwenaël Choupaux            | PS                     | Cadre informatique                                                                                   |

## Démographie
L'évolution du nombre d'habitants est connue à travers les recensements de la population effectués dans la commune depuis 1793. Pour les communes de moins de 10 000 habitants, une enquête de recensement portant sur toute la population est réalisée tous les cinq ans, les populations de référence des années intermédiaires étant quant à elles estimées par interpolation ou extrapolation. Pour la commune, le premier recensement exhaustif entrant dans le cadre du nouveau dispositif a été réalisé en 2006.

En 2022, la commune comptait 1 134 habitants, en évolution de +8,93 % par rapport à 2016 (Côtes-d'Armor : +1,78 %, France hors Mayotte : +2,11 %).
| 1793  | 1800  | 1806  | 1821  | 1831  | 1836  | 1841  | 1846  | 1851  |
| ----- | ----- | ----- | ----- | ----- | ----- | ----- | ----- | ----- |
| 1 939 | 1 713 | 1 683 | 1 932 | 2 044 | 2 058 | 2 090 | 1 968 | 1 919 |

| 1856  | 1861  | 1866  | 1872  | 1876  | 1881  | 1886  | 1891  | 1896  |
| ----- | ----- | ----- | ----- | ----- | ----- | ----- | ----- | ----- |
| 1 726 | 1 765 | 1 658 | 1 585 | 1 543 | 1 472 | 1 521 | 1 352 | 1 320 |

| 1901  | 1906  | 1911  | 1921  | 1926  | 1931  | 1936  | 1946  | 1954  |
| ----- | ----- | ----- | ----- | ----- | ----- | ----- | ----- | ----- |
| 1 261 | 1 273 | 1 217 | 1 127 | 1 083 | 1 047 | 1 042 | 1 050 | 1 005 |

| 1962 | 1968 | 1975 | 1982 | 1990 | 1999 | 2006 | 2011  | 2016  |
| ---- | ---- | ---- | ---- | ---- | ---- | ---- | ----- | ----- |
| 941  | 899  | 926  | 990  | 943  | 897  | 990  | 1 085 | 1 041 |

| 2021  | 2022  | - | - | - | - | - | - | - |
| ----- | ----- | - | - | - | - | - | - | - |
| 1 107 | 1 134 | - | - | - | - | - | - | - |

## Lieux et monuments
- Buste de Fulgence Bienvenüe.

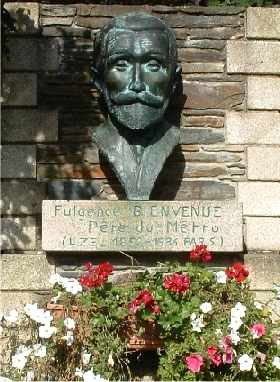
Buste de Fulgence Bienvenüe.

- Église paroissiale Saint-Nicolas du XVIIe siècle.
- l'Atelier du Tissage, espace muséographique qui vous raconte la destinée hors du commun des ateliers Léauté Planeix.

## Personnalités liées à la commune
- Alphonse Guépin (1808-1878), né à Uzel, architecte en chef du département et de la ville de Saint-Brieuc
- Jules Simon (1814-1896), philosophe et homme d'État y a habité avec ses parents.
- Félix Hervé (1837-1904), né le 3 février 1837 à Uzel, général de division, grand-croix de la Légion d'honneur.
- Fulgence Marie Auguste Bienvenüe (1852-1936) y est né le 27 janvier 1852 ; il fut le père du métro de Paris. Son nom a été donné à la station Montparnasse - Bienvenüe.
- Henri Peslier (1880-1912), joueuer de water-polo y est né.
- Dorothée Le Maître (1896-1990), paléontologue spécialiste des stromatopores, née à Uzel et y a passé sa retraite.
- Yves Morvan, archéologue et artiste est né à Uzel le 13 janvier 1932[35].